# Horen-Verlag
Der Horen-Verlag war ein Verlag in Berlin und Leipzig von 1924 bis 1944.

## Geschichte
1924 gründete Hanns Martin Elster den Horen-Verlag in Berlin-Grunewald in der Hubertusallee 17. Er gab dort zunächst die Kulturzeitschrift Die Horen heraus. In den nächsten Jahren konnte er bekannte Autoren wie Theodor Däubler, Carl Hauptmann, Paul Ernst und Max Halbe gewinnen.
Die Grundausrichtung der meisten Publikationen war zivilisationskritisch, mit einer Tendenz zum Mystisch-Okkulten.
Um 1930 verkaufte Elster den Verlag an den Verleger Paul List jun. Dieser führte ihn in Leipzig weiter, mit einer stärkeren völkischen Ausrichtung. Von 1943 sind die letzten Publikationen bekannt. Wahrscheinlich wurde der Horen-Verlag 1944 wie die meisten anderen Buchverlage im Deutschen Reich geschlossen.

## Publikationen (Auswahl)
Im Horen-Verlag erschien vor allem Belletristik und kunsthistorische Literatur.
1924
- Wilhelm von Scholz: Wanderungen
- Hanns Martin Elster: Moritz von Schwind; sein Leben und Werk
- Eduard Stucken: Gawân. Ein Mysterium, Erstausgabe S. Fischer 1901, mehrere Neuauflagen in verschiedenen Verlagen
- Eduard Stucken: Lanvâl. Ein Drama., Erstausgabe Dreililien 1903
- Eduard Stucken: Tristram und Ysolt. Ein Drama in fünf Akten., Erstausgabe Erich Reiss 1916

1925
- Eduard Stucken: Larion. Roman.[4]
- Wilhelm von Scholz: Goethe und Weimar. Eine Rede zum 7. November 1775

1926
- Wilhelm von Scholz: Perpetua. Der Roman der Schwestern Breitenschnitt
- Hermann Stehr: Der Heiligenhof, 2 Bände

- Paul Ernst: Der Schatz im Morgenbrotstal
- Anton Mayer: Peregrinus Windesprang
- Alfred Brust: Die verlorene Erde, Roman
- Carl David Marcus: Knut Hamsun
- Gert Hochheit: Der Totentanz. Seine Entstehung und Entwicklung

1927
- Carl Hauptmann: Tantaliden. Eine Romandichtung
- Carl Hauptmann: Mathilde. Zeichnungen aus dem Leben einer einfachen Frau, Roman
- Theodor Däubler: Bestrickungen, Novellen

- Hermann Stehr: Der begrabene Gott, Roman, Neuauflage 1953
- Hermann Stehr: Der Geigenmacher; eine Geschichte, Erstausgabe Paul List 1926
- Hermann Stehr: Auf Leben und Tod, Erzählungen
- Hans Christoph Kaergel: Das Hermann-Stehr-Buch; eine Auswahl aus seinen weltanschsulichen Dichtungen und Gesprächen, mit Zeichnungen von Georg A. Mathéy
- Eduard Stucken: Die weißen Götter
- Alfred Brust: Cordatus. Ein dramatisches Bekenntnis

- Jakob Kneip: Hampit der Jäger. Ein fröhlicher Roman, Neuauflage 1950
- Jakob Kneip: Bekenntnis, Verserzählungen
- Wilhelm Weigand: Die ewige Scholle; ein Roman
- Hermann Eris Busse: Tulipan und die Frauen,  Roman, Neuauflage 1925
- Richard William Oldfield: Das gläserne Netz. Ein Roman aus dem Anfang des XX. Jahrhunderts übersetzt von Friedrich Eisenlohr
- Wilhelm von Scholz: Das Jahr. Gedichte
- Josef Ponten: Römisches Idyll

- Die Odyssee Homers, übersetzt von Albrecht Schaeffer

1929
- Hermann Eris Busse: Das schlafende Feuer, Roman, erster Teil der Trilogie Bauernadel